# Shuguang Nongchang (bondby i Kina, Heilongjiang Sheng, lat 48,25, long 129,46)
Shuguang Nongchang (kinesiska: 曙光农场) är en bondby i Kina. Den ligger i provinsen Heilongjiang, i den nordöstra delen av landet, omkring 350 kilometer nordost om provinshuvudstaden Harbin. Antalet invånare är 10 118. Befolkningen består av 5 033 kvinnor och 5 085 män. Barn under 15 år utgör 8,0 %, vuxna 15-64 år 77 %, och äldre över 65 år 13,0 %.
Runt Shuguang Nongchang är det ganska glesbefolkat, med 40 invånare per kvadratkilometer. Närmaste större samhälle är Xinqing, 6,6 km nordost om Shuguang Nongchang. I omgivningarna runt Shuguang Nongchang växer i huvudsak blandskog.
Genomsnittlig årsnederbörd är 1 007 millimeter. Den regnigaste månaden är juli, med i genomsnitt 254 mm nederbörd, och den torraste är januari, med 11 mm nederbörd.